# York Minster
York Minster är en katedral i York, Storbritannien. Den är den största gotiska katedralen i norra Europa. York Minster är domkyrka i Yorks stift och biskopssäte för ärkebiskopen av York, den tredje viktigaste företrädaren för Anglikanska kyrkan, efter den brittiska monarken (Supreme Governor) och ärkebiskopen av Canterbury. Byggnadens fulla namn är Sankt Peters katedral och metropolitkyrka i York.

## Historia
York har haft en kristen befolkning sedan 300-talet. Den första kyrkan på platsen var en träkyrka som byggdes hastigt år 627 för att möjliggöra dopplats för kung Edwin. Först 637 färdigställdes en stenstruktur men blev ombyggd efter en brand som 741 förstörde kyrkan. Den nya kyrkan var betydligt större och innehöll bland andra trettio altare. Kyrkan och hela området präglades därefter av politiska oroligheter och skadades i flera omgångar. De äldsta delarna i den nuvarande byggnaden härrör från 1230-talet men hela bygget var inte färdigt förrän på 1400-talet, då katedralen konsekrerades år 1472.
Kyrkan skadades svårt av en brand 9 juli 1984 orsakad av ett blixtnedslag.

## Storlek
York Minster är 148 meter lång och har tre torn som alla är 60 meter höga. Koret, med en inre höjd på 31 meter, är det näst högsta i England – efter det i Westminster Abbey.

## Galleri

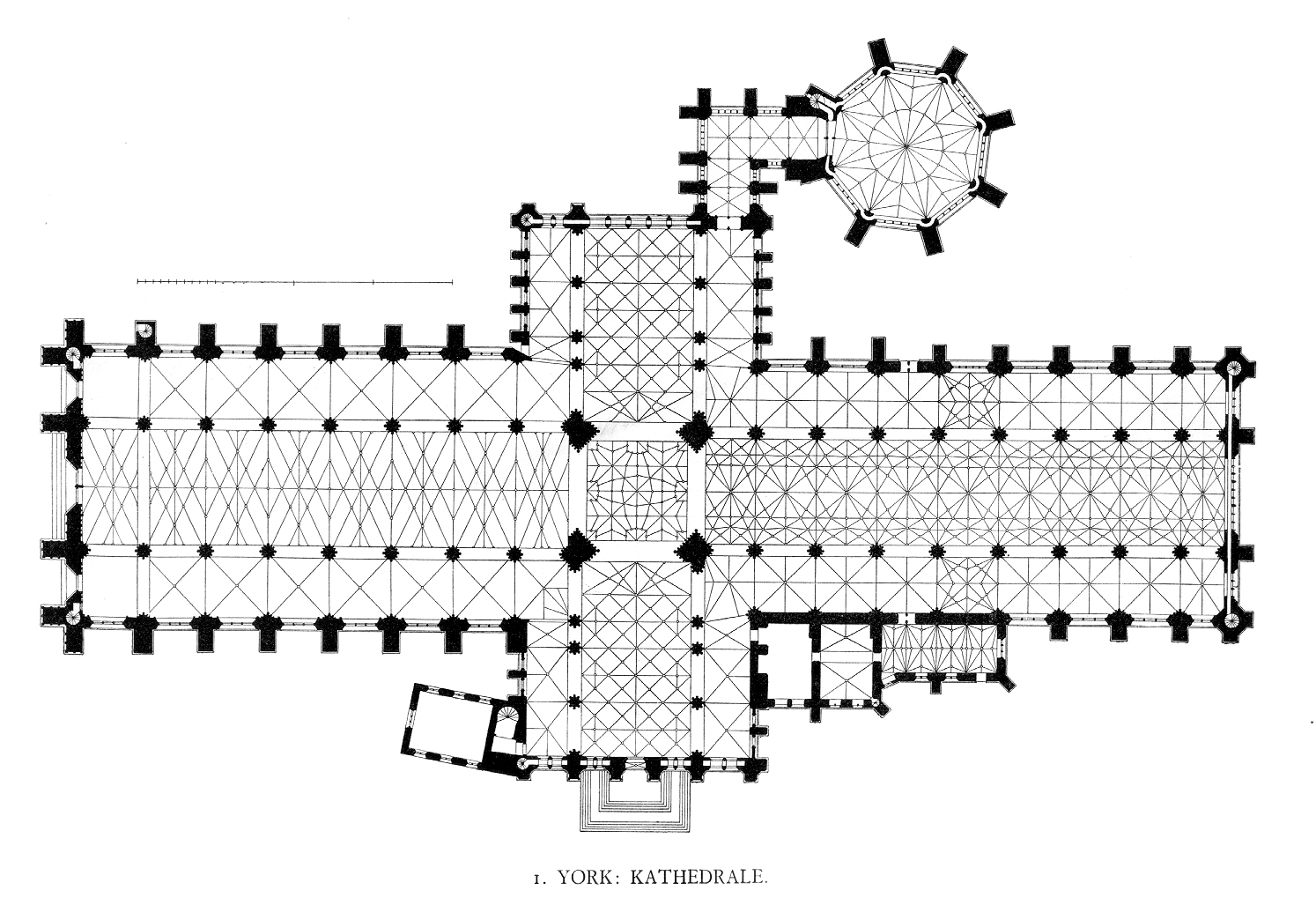
Planritning över York Minster
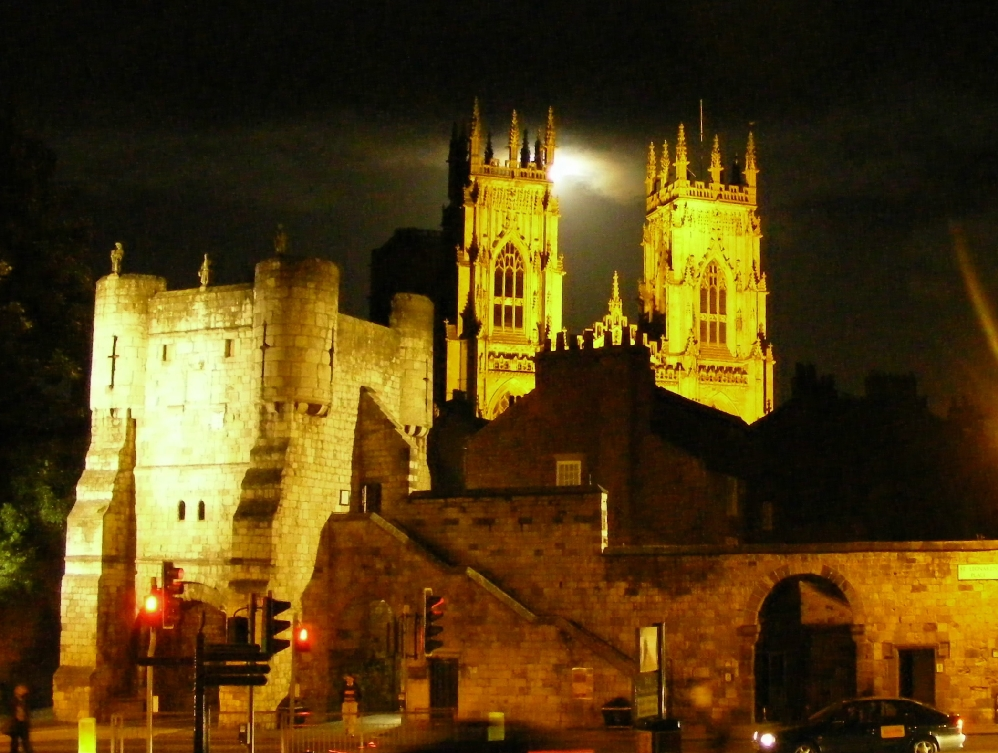
Västgaveln nattetid, från Exhibition Square (2007)
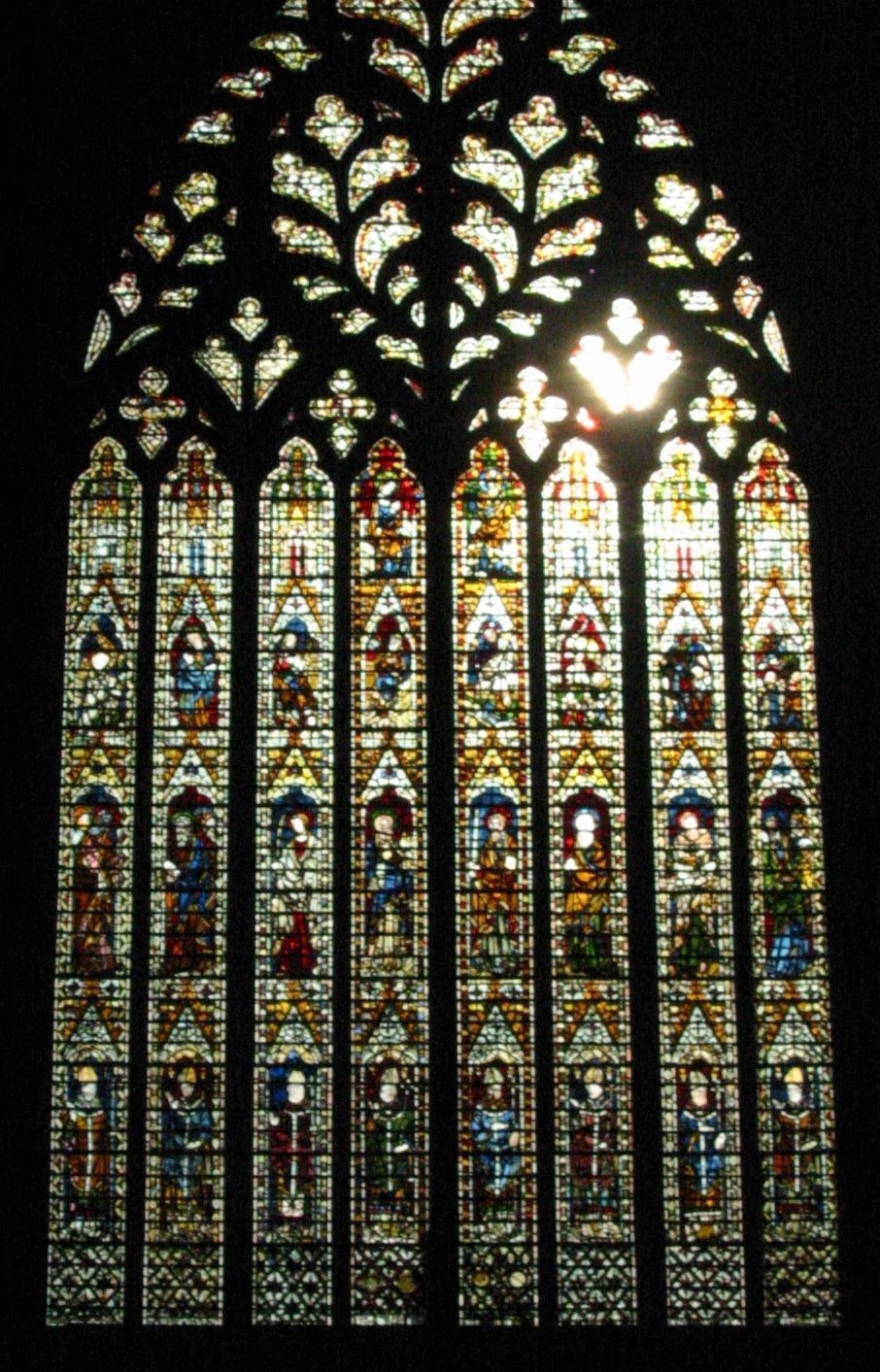
Västfönstret
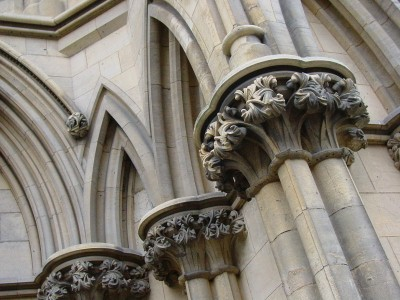
Del av exteriören
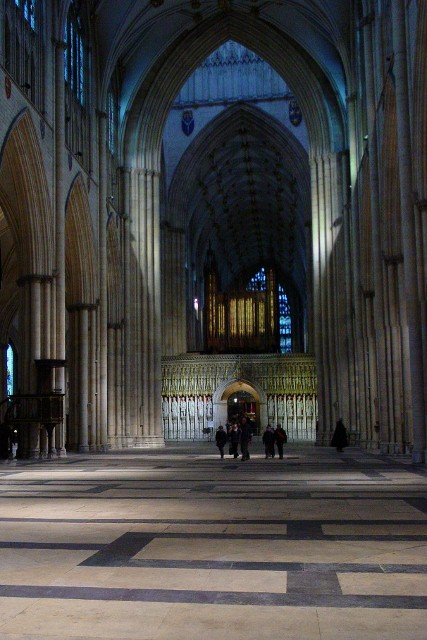
Mittskeppet
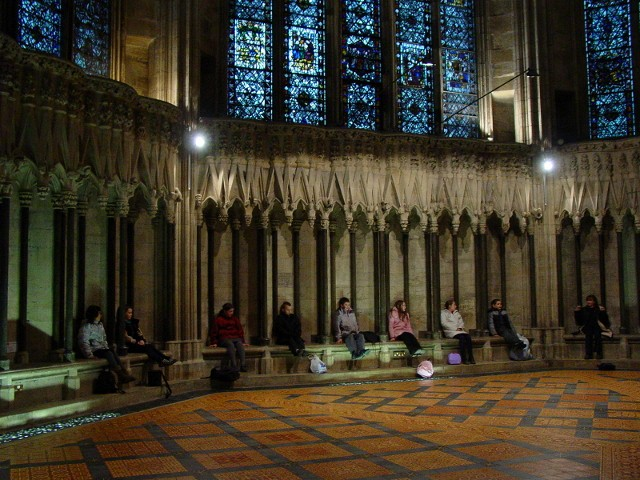
Det oktogonala kapitelhuset
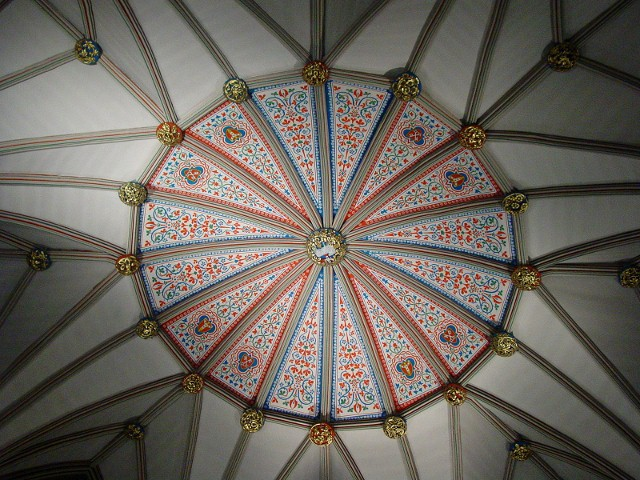
Taket i kapitelhuset
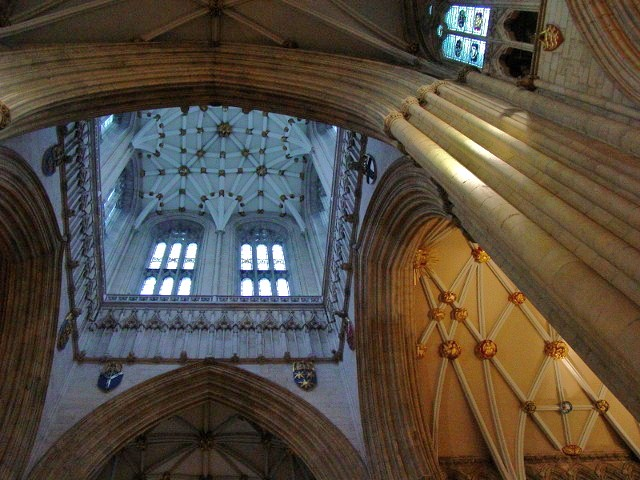
Centraltornet